# سام کرکوود
سام کرکوود (انگلیسی: Sam Kirkwood; ۳۱ ژوئیهٔ ۱۹۱۰ – ۱۹۸۰ (۶۹−۷۰ سال)) بازیکن فوتبال اهل بریتانیا بود.
از باشگاه‌هایی که در آن بازی کرده‌است می‌توان به باشگاه فوتبال آرسنال، باشگاه فوتبال پلیموث آرگیل، و باشگاه فوتبال لینفیلد اشاره کرد.